# Osebne služnosti
Osebne služnosti so stvarne pravice na tuji stvari, del stvarnega prava, katerih predmet so lahko nepremičnine, premičnine ali premoženjske pravice. Osebna služnost ni prenosljiva, ni predmet dedovanja in je časovno omejena (V Sloveniji 30 let za pravne in za čas življenja za fizične osebe).
Osebne služnosti so užitek, nepravi užitek, raba, osebna služnost stanovanja in neprava stvarna služnost.

## Prenehanje
- prenehanje s potekom časa
- prenehanje z odpovedjo
- prenehanje z uničenjem obremenjenega zemljišča
- confusio z združivijo lastnika obremenjenega zemljišča z upravičenca osebne služnosti